# Villarboit
Villarboit és un municipi situat al territori de la província de Vercelli, a la regió del Piemont (Itàlia).
Villarboit limita amb els municipis d'Albano Vercellese, Arborio, Balocco, Casanova Elvo, Collobiano, Formigliana, Greggio i San Giacomo Vercellese.

## Galeria de fotos

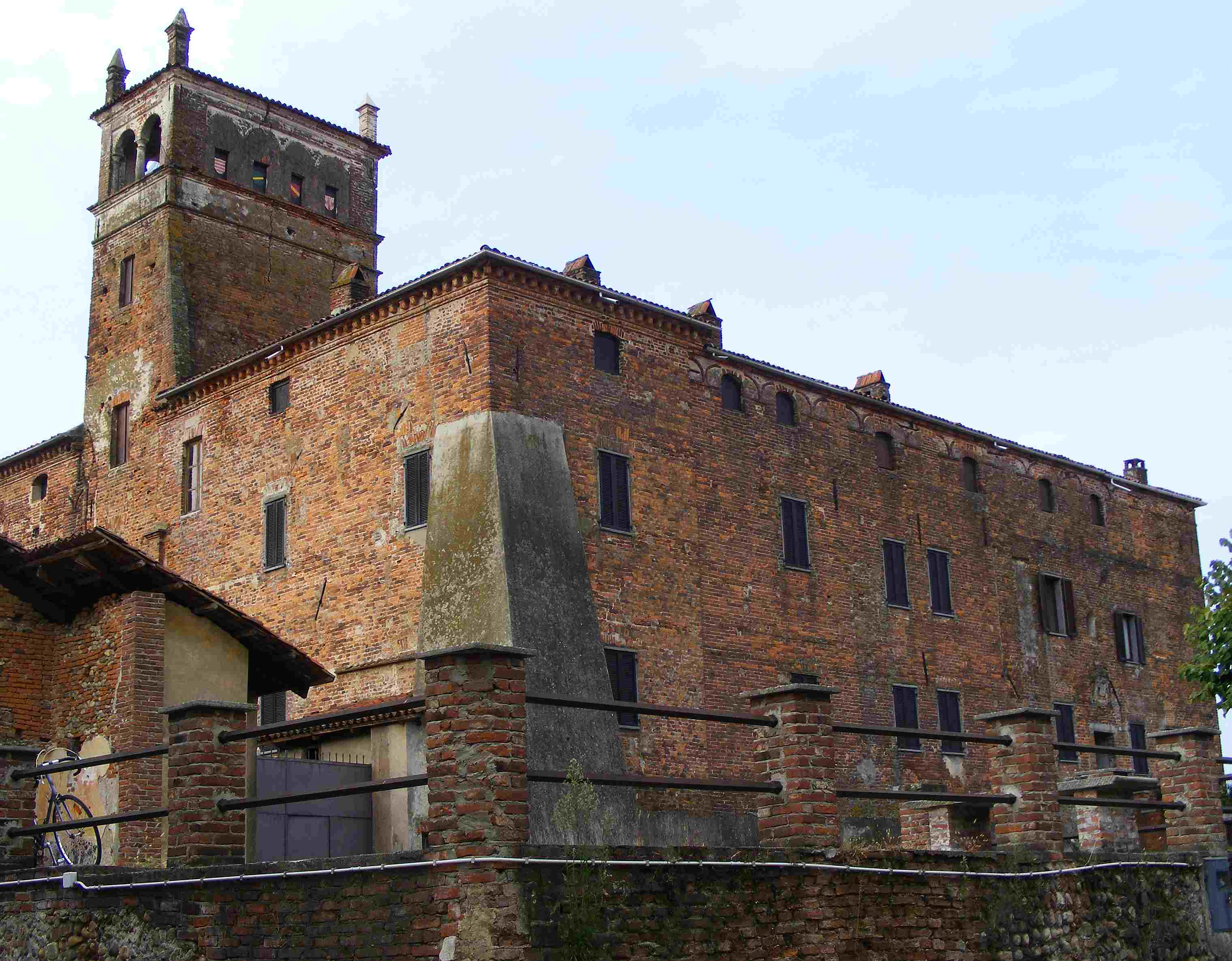
Castell de Villarboit